# Sacred Mother Tongue
Sacred Mother Tongue — британская метал-группа.

## История
Группа была создана в 2004 году в Нортгемптоне. В 2006 году музыканты выпустили мини-альбом «Revenge Is Personal».
В 2009 году вышел дебютный полноформатный альбом «The Ruin of Man».
В 2012 году вышел мини-альбом «A Light Shines».
Весной 2013 года группа выпустила второй альбом «Out of the Darkness», который получил высокие оценки музыкальных критиков. Генри Йетс из журнала «Classic Rock» оценил альбом в 4 звезды из 5.
В октябре 2013 года коллектив объявил о распаде.
За время существования, группа выступала на фестивалях Download (2009, 2011, 2013), Sonisphere (2010), Bloodstock (2013) и других.

### После распада
В 2015 году Энди Джеймс, Крэйг Доус и Ли Ньюэлл вошли в состав группы Wearing Scars.
В 2020 году Энди Джеймс стал новым гитаристом группы Five Finger Death Punch.

## Состав
- Дэррин Саут — вокал (2004—2013)
- Энди Джеймс[порт.] — гитара (2004—2013)
- Ли Ньюэлл — ударные (2004—2013)
- Джош Гернер — бас-гитара (2004—2013)
- Крэйг Доус — бас-гитара (2013)

## Дискография

### Студийные альбомы
- The Ruin of Man (2009)
- Out of the Darkness (2013)

### Мини-альбомы
- Revenge Is Personal (2006)
- A Light Shines (2012)